# Hapje

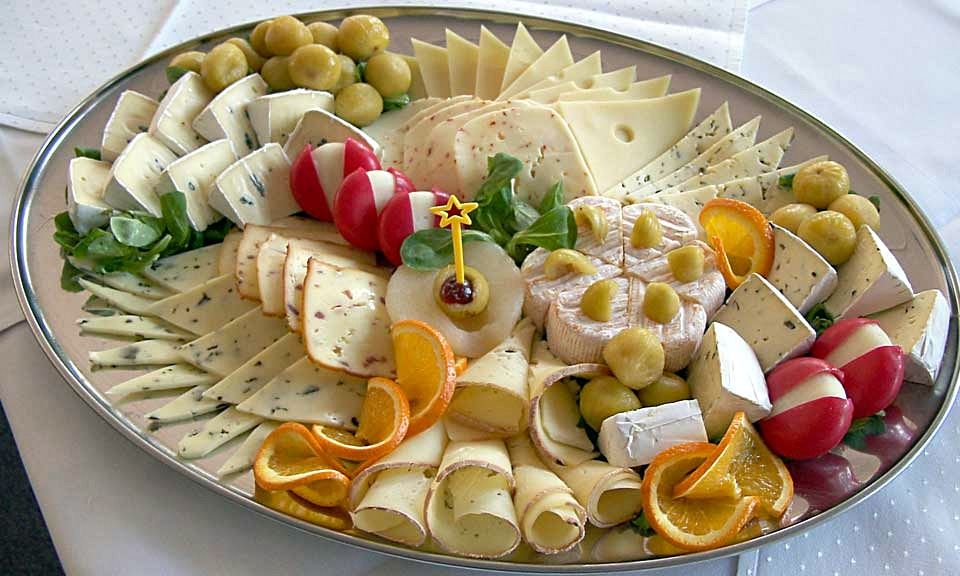
Een schaal met kaashapjes

Een hapje is een klein gerecht dat als een tussendoortje gegeten wordt.
Vooral tijdens een speciale gelegenheid zoals een verjaardag, feestdagen zoals Kerstmis en oudejaarsavond of bij de borrel wordt een hapje genuttigd.
Hapjes kunnen hartig zijn of zoet. Hartige hapjes zijn bijvoorbeeld soorten vlees zoals stukjes worst, leverworst en gehaktballetjes of blokjes kaas of een toastje met iets erop. Er zijn ook veel gefrituurde hapjes, zoals de bitterbal, kipnugget, mini frikandel en mini loempia.
Vaak wordt gecombineerd met diverse groenten, zoals komkommer, paprika en tomaat.
Zoete hapjes zijn bijvoorbeeld soesjes, kleine gebakjes, koekjes of bonbons.
Hapjes als sushi en tapas vinden hun oorsprong buiten het Nederlandse taalgebied.